# Paarungen (Schneider)
Paarungen ist der Titel des 1992 publizierten ersten Romans Peter Schneiders. Erzählt wird die Geschichte des Molekularbiologen Eduard, der wie seine Künstlerfreunde André und Theo seit den 1960er Jahren die antibürgerliche Idealvorstellung von freien, je nach Gefühlslage wechselnden Beziehungen praktiziert und damit zwanzig Jahre später zunehmend in Konfliktsituationen gerät.

## Inhalt
Der Roman spielt 1983 und 1984 vorwiegend in West-Berlin und handelt von drei Männern und ihren häufig wechselnden und parallel zueinander verlaufenden Liebesbeziehungen:
- Der Protagonist des Romans, Dr. Eduard Hoffmann, Molekularbiologe und Dozent an einem Berliner Institut, forscht an den Ursachen für das Altern der Zellen und für Multiple Sklerose. Privat unterhält er seit vier Jahren eine Vorderhaus-Hinterhaus-Beziehung mit der Museumskuratorin Klara.
- André, ein erfolgreicher Komponist, arbeitet, durch seine Lungen-Krebs-Therapie unterbrochen, an einer Don-Giovanni-Oper und plant die Heirat mit der russischen Emigrantin Esther.
- Der mit seinem Doppelpass zwischen Ost- und West-Berlin pendelnde Schriftsteller Theo, der für Andrés Oper das Libretto schreibt, lebt mit Pauline zusammen.

### Wette
Die beiden Künstler sind bei ihren Anhängerinnen sehr beliebt und wechseln, genau wie Eduard, häufig ihre Liebschaften. Als sie sich Anfang September in der Charlottenburger Szene-Kneipe „tent“ treffen, tauschen sie ihre Erfahrungen über ihre Affären aus und Eduard reflektiert über die, in seiner Statistik, begrenzte Dauer einer Partnerschaft und die naturkundlichen oder gesellschaftlichen Ursachen dafür (Kap. 4). Er zitiert Simone de Beauvoir und fragt, ob in einer Zeit der Auflösung der ökonomischen und kulturellen Zwänge an die Stelle der Idee der dauernden Liebe die Endlichkeit, Zwangsläufigkeit der Trennung und die Untreu als Norm treten. Vor 20 Jahren wollten sie „ohne Ziel, ohne Kompass, aller Orientierung bar“ aufbrechen „zu einer Reise, auf der die Zeit nicht mehr in Minuten und Sekunden, sondern nur in Erfahrungen gezählt würde und jedes Abenteuer möglich wäre“ (Kap. 27). Nun müssen sie sich eingestehen, dass es ständig zu Konflikten mit ihren Geliebten kommt, die auf die Rivalinnen eifersüchtig sind und zumindest Ehrlichkeit oder gar keine geheimen Doppelliebschaften fordern. Alkoholisiert wollen die Drei ein Experiment mit ihren festen Beziehungen machen und schließen eine Wette ab: Wer nach einem Jahr nicht mehr mit der derzeitigen Partnerin zusammenlebt, muss den anderen einen zweiwöchigen Skiurlaub für sechs Personen in Sils Maria bezahlen (Kap. 4).

### Versuchspersonen
Die drei Protagonisten gehen das Experiment mit unterschiedlichen Methoden an. Diese führen jedoch zu neuen Komplikationen oder zu Rückfällen, so dass am Ende alle die Wette verlieren.

#### Eduard
Eduards Entwicklung während der Probezeit ist durch weitere private und berufliche Ereignisse überlagert, die ihn zu einer grundsätzlichen Reflexion seines Lebens zwingen:
Tierschützern demonstrieren in Eduards Vorlesung gegen seine angeblich genetischen Versuche mit Mäusen mit Vergleichen aus der NS-Zeit und verweisen auf seine Ablehnung von Tierexperimenten während seiner 68er Zeit (Kap. 16). Dies führt zu einer Anfrage der Ethikkommission wegen seines Viren-Gen-Experiments. Eduard verteidigt sich mit seiner Erforschung der Multiple-Sklerose-Entstehung. Dies sei im Einklang mit der Ethik der Forschung. Seinen jungen Anklägern wirft er „Unschuldswahn der Nachgeborenen der Nazigeneration“ vor. Es gebe bei ihnen einen „Wettlauf um den wahren Antifaschismus“, indem man dem Gegner „Auschwitz-Missbrauch und Nazigesinnung“ unterstelle (Kap. 20). Die Aktivisten brechen kurz darauf in das Institutslabor ein und befreien die Mäuse. Die Flucht der infizierten Labormaus Lotte gefährdet die Fortführung von Eduards Projekt.
Nach dem Tod seines Vaters enthüllen ihm Verwandte Geheimnisse seiner Familiengeschichte, einmal die außerehelichen Beziehungen seiner bereits 1947 an Tuberkulose verstorbenen Mutter und zweitens die Spekulationen über einen Nazi-Großvater. Die Diskussion des naturwissenschaftlich orientierten Eduard mit seinem Bruder Lothar, der als Soziologe die milieu-soziologische Sicht vertritt, über Erbfaktoren korrelieren mit Eduards Reflexionen über seine genetischen Veranlagungen zur Untreue und später mit den Prophezeiungen bulgarischer Handleserinnen, dass seine Liebeslinie auf drei Frauen hinweise.
Die Gespräche der Freunde über eine Ehe führen Eduard zur Frage nach Kindern. Da die in der Verhütung eher sorglose Klara in ihrer vierjährigen Beziehung nicht schwanger geworden ist, macht sich Eduard Gedanken über die Ursachen. Eine Samenzellen-Untersuchung hat das Ergebnis seiner sehr begrenzten bzw. unwahrscheinlichen Zeugungsfähigkeit. Die Diagnose einer Samenschwäche führt ihn zu Reflexionen über die Folgen für seine Beziehung zu Klara und ihren potentiellen Kinderwunsch, über seine Affären ohne das Risiko eines unehelichen Kindes und, erweitert auf die naturwissenschaftliche Ebene, über die Sexualität in der Evolutionsgeschichte, ausgehend vom vermuteten „Liebesleben“ der Bakterien, und die Spermienkonkurrenz im Allgemeinen. Bei seinen folgenden spontanen Affären mit der Stadtplanerin Jenny Jarvin (Kap. 16) und der experimentierfreudigen und abenteuerlustigen Opernsängerin Laura (Kap. 17) zeigt sich seine neue Sorglosigkeit. Klara trennt sich von ihm, als sie von der mit Jenny geplanten Parisreise erfährt. Eifersüchtig versucht sie seine Treffen mit der Rivalin zu stören.
Sowohl Jenny als auch Laura werden von Eduard schwanger. Während Jenny das Kind auf jeden Fall behalten will, entscheidet sich Laura, inzwischen auf einer Gastspielreise in Rom, für eine Abtreibung, obwohl Eduard sie nicht dazu drängt. Damit hat sie ihm die Entscheidung abgenommen und er zieht mit Jenny in eine neue familiengerechte Wohnung. Klara sieht Eduards Bekenntnis zu seiner Vaterschaft als Verrat an einer echten Liebesbeziehung an: Während es für ihn nicht die einzig richtige Partnerschaft gibt, sondern eine zufällige unter potentiell Tausenden, erwartet sie, dass man sich zu dem unter zufälligen Umständen gefundenen Geliebten auch bekennt, sich für ihn entscheidet und sich nicht immer einen Wechsel offenhält (Kap. 25). Nach der Geburt des Kindes treffen sich Eduard und Klara noch einmal. Sie hat sich inzwischen von ihm befreit, lebt unabhängig und hat andere Beziehungen, während er durch die Familie gebunden ist.

#### Theo
Theo versucht die Wette mit Askese zu gewinnen, um die Spannung in der Beziehung zu Pauline zu erhalten. Diese vermutet als Ursache eine Rivalin und will den zwischen Ost und West pendelnden Schriftsteller auf die Probe stellen, indem sie ihn in zu einem Briefwechsel mit Olympia, einer erfundenen Anhängerin seiner Poesie, verführt (Kap. 9). Theo geht auf die Liebesangebote ein. An den vorgeschlagenen Treffpunkten findet er aber nur Informationen über neue Stationen. Paulines Inszenierung der Stafette wird schließlich von der Stasi übernommen, um Theo auszuhorchen (Kap. 12). Pauline sieht Theos Briefwechsel mit Olympia als Verrat an und beendet die Beziehung. Darauf schreibt er ihr Telegramm-Liebesgedichte und versucht eifersüchtig, ihre Kontakte zu kontrollieren. Aber er erkennt schließlich, dass er nicht ständig mit Pauline zusammenleben und dass seine Liebe nur in der Entfernung von ihr überleben kann. Er suche in Wahrheit keine andere Frau, aber auch nicht Pauline. Ihm gehe es nur „um die ständige Erneuerung einer Sehnsucht, die durch die Anwesenheit der Geliebten nur enttäuscht werden könne“ (Kap 23).

#### André
André entschließt sich zur Ehe mit Esther. Ihre aufwändige Hochzeitsfeier wird durch die russischen Verwandten der Braut dominiert, während Andrés aus Amerika angereiste jüdische Familie sich zurückgesetzt fühlt (Kap. 15). Schon bald nach seiner Heirat verliert für ihn das ständige Zusammenleben mit Esther an Reiz, er schlägt seiner Frau die Scheidung vor und kehrt zu seinem alten Liebesleben zurück: Während seiner Krebsbehandlung verliebt er sich in die Ärztin und will sie heiraten (Kap. 23).
Der Roman endet mit der Warschau-Reise der drei Protagonisten zur Uraufführung von Andrés Don-Giovanni-Oper. Alle drei haben die Wette verloren und sind desillusioniert. Eduard fühlt sich reifer als früher. Er hat erkannt, dass die Folgen der freien Beziehungen mit mehreren Familiensituationen und Partnerschaften im Alltag kaum zu bewältigen sind. Theo ist ermüdet und sieht ein, dass Dreierbeziehungen nur in der Idee gleichgeordnet sind, im Leben jedoch Hierarchien hervorbringen. Der kranke André versucht sein Liebesleben weiterzuführen und lässt sich, nach einem Sturz in den Orchestergraben, von seinen Freunden zum Treffpunkt mit der neuen Favoritin Alina tragen, die am Ende mit seiner Brieftasche verschwindet (Kap. 27).

## Rezeption
Die meisten Rezensenten bewerten Schneiders ersten Roman als Auseinandersetzung mit der Idee der freien Liebe der 1968er Generation als Emanzipation aus bürgerlichen Zwängen. Z. B. wird der Autor von der FAZ als „das Gewissen der 68er-Bewegung“ bezeichnet, „weil er sich anders als viele seiner Weggefährten nie gescheut hat, Irrtümer einzuräumen.“ Auch nach Schreiber begrabe Schneider „einen Traum der Linken von der »freien Liebe«“. Der Autor präsentiere Eduards Geschichte „mit leichter Hand, […] und immer da, wo es angebracht ist, etwa wenn Eduard zur Beerdigung seines Vaters kommt oder wenn der Liebeswirrwarr tiefer ins Herz schneidet, mit lapidarem Ernst, taktvoll und gescheit“. Schneider sei kein Vollbluterzähler wie Updike. Streckenweise lese sich das Werk, ähnlich Musils Der Mann ohne Eigenschaften, wie ein erzählter Essay über bürgerliche Ehezwänge und Treueversprechungen, Zwillingsforschung und die Sexualität in der Evolutionsgeschichte, den Leichtsinn im Umgang mit der Auschwitz-Metapher, die Trennungsschmerzen im statistische Zeitalter usw. Trotz dieser Schwäche zählt Schreiber Paarungen, zusammen mit Lenz, zum Besten, was der Autor bisher geschrieben habe.
Die Teilnehmer einer Diskussionsrunde mit dem Autor während der Buchmesse 1992 im Literaturhaus Frankfurt beurteilen Schneiders Roman unterschiedlich: Raddatz beklagt die „leere Leichtigkeit“ des Romans, er vermisst politische Züge zur durch eine Mauer geteilten Stadt. Das Kneipen-Milieu sei für eine fiktive Handlung nicht ergiebig genug, als geistige Lebensform zu klein. Laederach kritisiert die ständigen Sprünge zwischen naturwissenschaftlicher Empathielosigkeit und privat-intimer Ebene. Für Baier ist der Roman wegen der Reflexionen Eduards zu „bleiern-schwerblütig“ und theoretisch-kopflastig (z. B. Genetik und Umwelteinflüsse). Der Gesprächsleiter Steinert weist auf die vielen satirischen Züge hin, z. B. der Szene-Kneipe mit den Diskussionen der Gäste, und betont das Zeitkolorit im Roman wie die Reflexion über 68er Dogmen.
In der Diskussion mit seinen Kritikern bezeichnet der Autor als Schwerpunkt seiner Arbeit die Beziehungsproblematik der Protagonisten und ihre Unfähigkeit zu lieben. Er verweist auf das Konstruktionsprinzip der Versuchsanordnung (Ursprünglicher Romantitel: „Versuchspersonen“) und die Anspielungen auf E. T. A. Hoffmann in den Namen E (Eduard Hoffmann), T (Theo), A (André) und auf die Hauptfiguren der Sandmann-Erzählung Klara, Lothar und Olympia.
Lücke analysiert in ihrer Untersuchung die Bezüge zu Hoffmanns Erzählung und die Replik auf die Romantik-Motive Narzissmus und Einsamkeit: Die drei Hoffmannschen Ich-Aspekte werden durch den Naturwissenschaftler Eduard (das „Gesetzmäßige“) den Dichter Theo (die nie gesetzmäßig funktionierende Dichtung) und den Musiker André (für die ebenso wenig funktionierende Musik) repräsentiert und in der Stadtplanerin Jenny, der Kunsthistorikerin Klara und der Opernsängerin Laura gespiegelt. Eduard-Theo-André liebe letzten Endes nur sich selbst in Jenny-Klara-Laura – und deswegen keine von ihnen als autonome Person. Dies demonstriere die narzisstische „Verhaftung“ Eduards (Assoziation zu Goethes Wahlverwandtschaften). Die versteckte Urszene sei die Mutter mit ihren drei Liebhabern (ein Arzt, ein Schriftsteller und ein Pianist), ihr eigentlicher Geliebter sei jedoch der eigene Sohn gewesen. Seine Unfähigkeit, jemand anderen zu lieben als sich selbst, werde im Roman nicht geheilt.